# 環大西洋2：重生時刻
《環大西洋2：重生時刻》（英語：Atlantic Rim: Resurrection）是一部2018年美國科幻怪獸片，2013年電影《環大西洋》的續集兼惡搞環球影業及傳奇影業電影《環太平洋2：起義時刻》（2018年）。由賈里德·科恩執導，瘋人院影業發行，史蒂夫·理查德·哈里斯、查維·埃斯瑞爾（Xavi Israel）、珍娜·恩斯（Jenna Enns）、泰瑞·伍德貝里（Terry Woodberry）和保羅·羅根主演。講述洛杉磯正受到怪獸的襲擊。軍方試圖將他們戰鬥機器人的武裝能力要優於其前身，但怪獸同樣也是如此。電影於2018年2月15日搶先於《環太平洋2：起義時刻》前線上發行及DVD首映。

## 劇情
似蜘蛛的新種怪獸從海中現身襲擊了美國艦隊，然後登陸美國本土對洛杉磯造成破壞。為此，軍方找上羅斯博士重回工作崗位，他過去曾負責完善機器人神經連結的研究，但因不受重視而離開。情況危急之下，羅斯博士和沃辛頓將軍急忙讓駕駛員鐵鎚、小獾和蟲子使用神經連結裝置，各別駕駛機器人前往市區對抗怪獸。
鐵鎚發射砲彈擊倒了怪獸，但正上前查看時被突然起身的怪獸攻擊，鐵鎚的機器人倒地，最後被駕駛艙漏出的氣體悶死。小獾和蟲子繼續攻擊怪獸直到殺死對方；未料怪獸腹部產下無數隻小蜘蛛怪獸，迫使一旁的羅斯、安德里亞博士和軍人羅素、李及萊特逃脫，小獾和蟲子則返回基地。之後羅斯等人為了研究怪獸弱點而殺了怪獸帶回基地，萊特在過程中死去。另一方面，李的妻女為躲避蜘蛛怪而躲到一棟大樓中。
安德里亞博士解剖怪獸屍體，認為怪獸的弱點是火。在蟲子感染怪獸毒液而失去意識後，她和小獾被隔離在房內。缺乏駕駛員的情況下，羅斯和羅素只好親自上陣，各自開著機器人前往市區迎戰再度現身的兩隻怪獸。李趁空檔救出妻女。兩隻怪獸合體成更巨大的模樣，羅斯的噴火器失靈，羅素決定對其發動自殺攻擊。羅素隨機器人一同犧牲後，羅斯衝上去獎噴火器插入怪獸口中，利用牠口中的溶解液融化噴火器中的燃料，藉此引爆、炸死了怪獸。戰鬥結束後，羅斯、安德里亞和李乘車返回基地。

## 演員
- 史蒂夫·理查德·哈里斯（英语：Steve Richard Harris）飾演J·P·羅斯博士（Dr. J.P. Roth）
- 查維·埃斯瑞爾（Xavi Israel）飾演羅素（Russo）
- 珍娜·恩斯（Jenna Enns）飾演安德里亞·霍羅威茲博士（Dr. Andrea Horowitz）
- 泰瑞·伍德貝里（Terry Woodberry）飾演沃辛頓將軍（General Worthington）
- 保羅·羅根飾演李（Lee）
- 麥可·馬歇爾（Michael Marcel）飾演鐵鎚（Hammer）
- 薩姆·威契克（Samm Wiechec）飾演小獾（Badger）
- 林賽·埃爾斯頓（Lindsay Elston）飾演蟲子（Bugs）
- 理查德·利科克（Richard Leacock）飾演安德魯斯（Andrus）
- 约瑟夫·迈克尔·哈里斯（Joseph Michael Harris）飾演海軍司令里斯·斯特林（Navy Commander Reece Sterling）
- 喬斯·迪肯（Jos Deacon）飾演萊特（Wright）

## 製作
2017年10月5日，官方宣布續集《環大西洋2：重生時刻》已完成拍攝。

## 外部連結
- 互联网电影数据库（IMDb）上《環大西洋2：重生時刻》的资料（英文）